# Stelis reptans
Stelis reptans är en orkidéart som beskrevs av Alec M. Pridgeon och Mark W. Chase. Stelis reptans ingår i släktet Stelis och familjen orkidéer. Inga underarter finns listade i Catalogue of Life.